# 한지호
한지호(1988년 12월 15일 ~ )는 대한민국의 축구 선수이며 포지션은 공격형 미드필더 및 공격수이다. 현 K리그2 부천 FC 1995에서 활약하고 있다.

## 클럽 경력
한지호는 2010시즌을 앞두고 부산 아이파크에 입단하면서 커리어를 시작했다. 부산 아이파크에서의 첫 시즌인 2010 시즌 9경기 출전에 그쳤으나 2011 시즌 조커로 중용되며 정규 리그 27경기에 출전하며 2골 4도움을 기록하였다.
2016년, 군 복무를 위해 안산 무궁화에 입단하였다.
2020시즌 여름 이적시장에서 김승준과 트레이드 되면서 경남 FC로 임대 이적했다.
2021시즌을 앞두고 K리그2의 부천 FC 1995로 이적했다.

## 수상

### 선수
안산 무궁화 FC
- K리그 챌린지 : 우승 (2016)